# Allan Otte
Allan Otte (født 9. september 1978 i Aars) er en dansk billedkunstner, der er særligt kendt for sine fotorealistiske malerier, der især beskæftiger sig med skildringen af sammenstødet mellem det moderne landbrug og de gamle husmandsteder; stærkt inspireret af sin hjemegn.. Han har siden 2002 været tilknyttet Galleri Tom Christoffersen og er repræsenteret i samlingerne på bl.a. Kunsten Museum of Modern Art Aalborg, Museum Salling og Arken Museum for Moderne Kunst. Han har bl.a. lavet bestillingsopgaver for Muskelsvindfonden (Portræt af grundlægger Evald Krog, Musholm Ferie og Konferencecenter, 2017), udsmykning til Nærum Gymnasium (2005) og plakat for Tivoli (2007). Til Danske Madkritikeres Pris, Årets Gericke 2012, har han lavet et prisværk i samarbejde med Royal Copenhagen i form af underglaserede tallerkner og fade. I 2024 udførte han et portræt af en syende dronning Margrethe 2.

## Biografi
Uddannet fra Det Kgl. Danske Kunstakademi, København, 2001-2007. Medlem af Grønningen siden 2009.

## Udstillinger (udvalgte)
- Allan Otte & Ulrik Møller, Johannes Larsen Museet, Kerteminde, 2025
- Fuglsang x Allan Otte - en udstilling om roer, kurateret af Allan Otte, Fuglsang Kunstmuseum 2024
- Efterbilleder soloudstilling Gl. Holtegaard, 2010.
- Landskabsmaleri soloudstilling 2008, Skive Kunstmuseum.
- Carnegie Art Award 2008.
- Everything is Good Here, Himmerlands Kunstmuseum, Aars 2006.
- Efterårsudstillingen Charlottenborg, 2006, Forårsudstillingen Charlottenborg 2004, 2002, 2001.
- Soloudstillinger på Galleri Tom Christoffersen i 2018, 2014, 2012, 2008, 2006. Gruppeudstillinger samme sted 2011, 2009, 2007, 2005, 2004, 2003, 2002.

## Priser og legater
- Osmund Hansen Legatet, Dong Energy / Nesa Gentofte, 2014
- Dir. J.P. Lund og hustru Vilhelmine Buggeʼs Legat, 2012.
- Arbejdslegat fra Statens Kunstfond / Statens Kunstråd 2010, 2009, 2008.
- Hartmann Fondens Diplompris, 2008.
- Solar Fondens Hæderslegat 2004.

## Katalogudgivelser - Litteratur
- Efterbilleder - Allan Otte. Katalog i bogform udgivet i forbindelse med soloudstillingen Efterbilleder (After Images), Gl. Holtegaard, Holte, 2010, og Kunsten Aalborg, 2010.
- Landskabsmaleri - Allan Otte. Katalog i bogform udgivet i forbindelse med udstilling på Skive Kunstmuseum 21. juni - 24. august 2008. Tekst af Mikkel Bogh, kunsthistoriker, rektor for Kunstakademiets Billedkunstskoler, og Rasmus Vestergaard, museumsleder, mag.art. Fotos af Anders Sune Berg. ISBN 9788789762302.
- Carnegie Art Award, group exhibition catalouge, 2008
- En realist i cybertiden, af Lisbeth Bonde - Katalogtekst til udstillingen Everything is Good Here, Galleri Tom Christoffersen, 2006.

## Ekstern henvisning
- Allan Otte på Kunstindeks Danmark/Weilbachs Kunstnerleksikon
- Katastrofebilleder, Mette Sandbye: review i Weekendavisen, 21-27.4.2006.
- I stykker Blokeret Faldet Knækket Nedtur og Slut, Peter Michael Hornung, review i Politiken, 25.4.2010.
- På kollision med virkeligheden, Bente Scavenius, Børsen 26.4.2010.